# حمزة أكبر
حمزة أكبر (بالأردوية: حمزہ اکبر؛ بالإنجليزية: Hamza Akbar) هو لاعب سنوكر باكستاني، ولد في 12 نوفمبر 1993 في فيصل آباد في باكستان.

## روابط خارجية
- حمزة أكبر على موقع CueTracker.net (الإنجليزية)